# Mohammad al-Azemi
Mohammad al-Azemi (né le 16 juin 1982 à Koweït) est un athlète koweïtien, spécialiste du demi-fond et notamment du 1 500 mètres.

## Carrière sportive
Son record sur le 800 m est de 1 min 44 secondes 13 obtenu à Athènes le 3 juillet 2006 ; la même année, sur le 1500 m, il réalise 3 min 42 s 75 à Koweït City, temps qu'il bat pour remporter la médaille d'or à Kobé.
Il participe à différents championnats IAAF : les 13es championnats en salle à Doha (4e en série) ; les 12es Championnats du monde à Berlin (6e en série) ; les Jeux olympiques de Pékin (8e en demi-finale) en 1 min 47 s 65 ; les 11es Championnats du monde à Osaka (8e en demi-finale) ; les 16es Championnats asiatiques à Incheon (5e en finale) ; les 10es Championnats du monde à Helsinki (6e en demi-finale) ; les Jeux olympiques d'Athènes (7e en série) ainsi que les 1ers Championnats du monde jeunesse à Bydgoszcz où il termine 3e en finale (médaille de bronze) en 1 min 51 s 24 le 18 juillet 1999. Il est médaille d'argent sur 800 m aux Jeux asiatiques de 2006.

## Palmarès
| Date | Compétition            | Lieu   | Résultat | Épreuve | Temps         |
| ---- | ---------------------- | ------ | -------- | ------- | ------------- |
| 2009 | Championnats panarabes | Damas  | 1er      | 800 m   | 1 min 45 s 92 |
| 2011 | Championnats panarabes | Al-Aïn | 2e       | 800 m   | 1 min 53 s 35 |